# Campodarsego
Campodarsego là một đô thị thuộc tỉnh Padova vùng Veneto, tọa lạc khoảng 30 km về phía tây của Venezia và cách khoảng 10 km về phía đông bắc của Padova. Tại thời điểm ngày 31 tháng 12 năm 2004, đô thị này có dân số 12.209 người và diện tích 25,6 km².
Đô thị Campodarsego bao gồm các frazioni (các đơn vị cấp dưới, chủ yếu là làng) Sant'Andrea, Bronzola, Fiumicello, Reschigliano, and Bosco del Vescovo.
Campodarsego giáp các đô thị: Borgoricco, Cadoneghe, San Giorgio delle Pertiche, Vigodarzere, Vigonza, Villanova di Camposampiero.